# Odditties
Odditties è una musicassetta compilation autoprodotta dal gruppo musicale The Clean pubblicata in Nuova Zelanda nel 1983 e successivamente ripubblicato dalla Flying Nun Records in Europa in formato compact disc nel 1994; nel 2012 venne pubblicata negli Stati Uniti d'America una nuova edizione in doppio vinile dalla 540 Records.

## Storia
La cassetta venne prodotta nel luglio 1983 raccogliendo registrazioni rimaste fino ad allora inedite, effettuate dal 1980 al 1982, in gran parte effettuate grazie a un Revox B77 fornito al gruppo dalla Flying Nun Records; sulla confezione compare la dicitura "Cleano Productions" ma è una auto produzione del gruppo che si occupò anche della distribuzione; nel 1985 venne realizzata una prima ristampa con una nuova grafica della cartina all'interno della custodia della cassetta che venne distribuita dalla Flying Nun Records la quale, nel 1994, pubblicò una nuova edizione rimasterizzata con brani aggiuntivi prodotta in formato CD che venne distribuita in Europa dalla Festival Records. L'edizione in vinile venne prodotta nel 2012 dalla 540 Records che produsse 1000 copie in album doppio.

## Track list
Edizione del 1983 (cassetta autoprodotta)
Side A
1. Odditty
2. Success Story
3. Thumbs Off
4. Yellowman
5. Getting Older
6. End Of My Dream
7. Platypus
8. This Guy
9. David Bowie
10. Mudchucker Blues

Side B
1. At The Bottom
2. Hold Onto The Rail
3. Fats Domino
4. Sad Eyed Lady
5. Tell Me Why
6. In The Back
7. Band That Never Was
8. Wheels Of Industry
9. Point That Thing Dub
10. Safety At Home

Edizione Flying Nun Records del 1994
CD
1. Odditty - 02:38
2. Success Story - 03:15
3. Thumbs Off - 02:55
4. Getting Older - 04:34
5. Yellow Man - 04:01
6. End Of My Dream - 04:14
7. Platypus - 03:49
8. This Guy - 00:52
9. David Bowie - 01:51
10. Mudchucker Blues - 00:54
11. At The Bottom - 04:43
12. Hold Onto The Rail - 02:19
13. Inside Out - 03:33
14. Fats Domino - 02:04
15. Sad Eyed Lady - 03:03
16. Tell Me Why - 01:41
17. In The Back - 01:59
18. Band That Never Was - 02:22
19. Wheels Of Industry - 01:18
20. Point That Thing Dub - 03:52
21. Safety At Home - 01:50
22. Lemmings - 02:27
23. Stylaphone Music - 00:45